# Melondo
Melondo est un village du Cameroun situé dans la région du Sud et le département de l'Océan, sur la route rurale qui relie Bipindi à Song Mahi. Il fait partie de la commune de Bipindi.

## Population
En 1966, la population était de 218 habitants, principalement des Ewondo. Lors du recensement de 2005, on y dénombrait 510 personnes.

## Infrastructures
La localité dispose d'un marché périodique.